# Kristaps Blanks
Pour les articles homonymes, voir Blanks.
Kristaps Blanks, né le 30 juin 1986 à Tukums en Lettonie, est un footballeur international letton, qui évolue au poste d'attaquant.

## Biographie

### Carrière de joueur
Kristaps Blanks dispute 10 matchs en Ligue des champions, et 9 matchs en Ligue Europa,.

### Carrière internationale
Kristaps Blanks compte 21 sélections avec l'équipe de Lettonie entre 2003 et 2010. 
Il est convoqué pour la première fois par le sélectionneur national Aleksandrs Starkovs pour un match de la Coupe baltique 2003 contre l'Estonie le 5 juillet 2003 (0-0). Il reçoit sa dernière sélection le 3 mars 2010 contre l'Angola (1-1).

## Palmarès

### En club
Il est champion de Lettonie en 2003, 2004 et 2010 avec le Skonto Riga. Il remporte également la coupe de Lettonie en 2012.
Avec le Caramba/Dinamo Riga, il est champion de Lettonie de D2 en 2015.

### En sélection
Il remporte la Coupe baltique en 2003 avec l'équipe nationale de Lettonie.